# Keeley Hazell
Keeley Rebecca Hazell (Lewisham, Londres; 18 de septiembre de 1986) es una modelo de glamour, cantante y actriz británica.

## Biografía

### Adolescencia
Hazell nació en Lewisham (Londres, Inglaterra), creció en Grove Park y asistió a la Ravensbourne School en Bromley.

### Vida adulta
Hazell actualmente vive en un apartamento en Docklands. Se ha visto involucrada en dos accidentes automovilísticos, el primero fue en 2005. En el curso de un accidente de automóvil Hazell se golpeó la cara en un pilar de la puerta, causando que se le hinchara durante un tiempo. En febrero de 2006 estrelló su Mini Cooper en un poste de luz. No sufrió lesiones graves, pero dice que la hizo temer por su vida.
En enero de 2006 Hazell saltó a los titulares cuando el jugador de fútbol del Chelsea Football Club Joe Cole fue golpeado en una fiesta celebrada en su casa de Park Grove. Se dirigió al periódico The Sun en marzo del mismo año negando los rumores que rodearon el incidente.

### Carrera profesional
A los dieciséis años, Hazell dejó la escuela para trabajar de estilista. Sus amistades la persuadieron para que comenzara la carrera de modelo (ella después dejó de ser estilista) y entró en el Lewisham College para empezar a modelar, pero no estuvo en este colegio durante mucho tiempo. A los diecisiete años compitió en el concurso del Daily Star Search for a Beach Babe y ganó. Una amiga le habló acerca de la sección del periódico The Sun Page 3 Idol. Ella envió algunas fotos y fue elegida en diciembre de 2004. Ganó £10,000 para comprar «ropa sexy» y «un año de membresía al Rex Cinema and Bar». Tres esculturas suyas fueron hechas por el escultor Leigh Heppell. Dos están en las oficinas deThe Sun y la tercera está en su casa.
Otra de las cosas que ganó como modelo de la tercera página de The Sun fue un contrato de un año de exclusividad como modelo glamour con The Sun.
En el Reino Unido, ha sido portada en varias ocasiones en diversas revistas, entre ellas Zoo, FHM, Maxim y Nuts, y también ha aparecido a nivel internacional en la revista FHM.
En España se le empezó a conocer por ser la portada en varias ocasiones de la revista sie7e, ya desaparecida. Actualmente, ya ha aparecido en las versiones españolas de la revistas como FHM e Interviú, entre otras.
En 2006 realizó un pequeño papel en la película Cashback.

#### Otras apariciones en los medios
Ella es la imagen de Formula One 06, videojuego de PlayStation 2 y de la PlayStation Portable, y de F1 CE, videojuego de PlayStation 3.